# En la obscuridad
"En La Obscuridad" é uma canção da cantora e atriz mexicana, Belinda, gravada para o seu quarto álbum de estúdio intitulado Catarsis (2013). A canção foi lançada como segundo single do álbum em 8 de janeiro de 2013. O video clipe da canção, por sua vez, foi lançado em 21 de fevereiro de 2013, e atualmente conta com mais de 3 milhões de visualizações no youtube. O clipe foi o primeiro de sua carreira a conter um beijo.

## Antecedentes
Em 2012 Belinda anunciou em uma entrevista para uma estação de rádio, que tinha decidido que o próximo single de seu álbum Catarsis, seria "I Love You Te Quiero", que conta com a participação do rapper, Pitbull, com quem a cantora havia trabalhado anteriormente em Egoísta. no entanto, por problemas desconhecidos, decidiu mudar para "En La Obscuridad".

## Lançamento e Divulgação
A canção foi lançado em estações de rádios em 12 de novembro de 2012 e  foi lançado no iTunes em 8 de janeiro de 2013.

## Videoclipe

### Direção e Orçamento
O vídeo musical da canção foi filmado de 18 a 20 de dezembro de 2012 e foi dirigido por Daniel Shain. O videoclipe é inspirado no filme Inception, dirigido por Christopher Nolan. De acordo com a revista TvNotas, o videoclipe foi filmado em locais do centro histórico da Cidade do México, bem como na Churubusco Studios e tem sido o vídeo mais caro em toda a carreira de Belinda, orçado em mais de US$ 2 milhões.

### Cenário
O cenário é uma estrutura de oito toneladas rotativo, também foi utilizado um balão de ar que voou sobre as ruas da primeira imagem da cidade. O cenário foi feito pelo pai da cantora (Ignacio Peregrin), e levou 2 dias para construir.

### Figurino
Para o figurino, Belinda foi inspirada por várias figuras importantes da cultura mexicana, como a Virgem de Guadalupe e Frida Kahlo, mas com um toque sofisticado. Gustavo Matta participou da criação do look chamado-o de "chique Mexicana", ideia da mãe da cantora, Belinda Schull.

### Enredo
O videoclipe tem o modelo brasileiro Pedro Arnon como interesse romântico de Belinda.O clipe se inicia com os dois subiando pelas paredes, literalmente, como se estivessem desafiando "a lei da gravidade"Há algumas partes em que os dois trocam carinhos e dançam juntos em uma festa ao ar livre, e outras com Belinda em uma cama, em um quarto decorado com artefatos coloridos, como um quadro colorido.Ela usa uma roupa em tons de rosa, mostrando novamente sua sensualidade.Há também uma parte em que ela está com uma saia azul com uma enorme fenda, mostrando uma de suas pernas, dançando com Pedro.No fim do clipe, a polícia chega na festa, as pessoas começam a correr desesperadamente.Belinda corre atrás de Pedro e o beija, mas os policiais os separam e Pedro é preso.
O clipe já ultrapassou mais de 225 milhões de visualizações no canal "VEVO" e como prêmio conseguiu o "VEVO Certificed" pelo mérito.

## Lista de faixas
| Download digital |                    |                                                                     |         |  |
| N.º              | Título             | Compositor(es)                                                      | Duração |  |
| 1.               | "En La Obscuridad" | Belinda, Don Nacho, Joan M. Ortíz Espada, Víctor "El Nasi" Martínez | 3:30    |  |

## Desempenho nas tabelas musicais

### Posições
| Parada musical (2013)            | Melhor posição |
| -------------------------------- | -------------- |
| Coreia do Sul – Gaon Music Chart | 65             |
| Eslováquia – Slovakian Top 100   | 25             |
| Chile – Chilean Top 100          | 6              |
| Costa Rica – France Top 200      | 19             |
| França – France Top 200          | 88             |
| Espanha – Spanish Top 100        | 39             |
| Estados Unidos – Top Latin Songs | 33             |
| Estados Unidos – Latin Pop Songs | 9              |
| México – Mexican Singles Chart   | 1              |

### Vendas e certificações
| País             | Certificação |
| ---------------- | ------------ |
| Venezuela - APFV | Platina      |